# Beřovice
Beřovice – wieś i gmina w Czechach, w powiecie Kladno, w kraju środkowoczeskim. Według danych z dnia 1 stycznia 2017 liczyła 370 mieszkańców.